# Skovfogedegen
Skovfogedegen er et gammelt hult egetræ ved Strandvejen, overfor den nordlige ende af Bellevue Strand i Klampenborg nord for København. Træet har eksisteret siden omkring år 1200.
Træet er omkring 12,9 meter høj og 10,42 meter i omkreds. Det er blandt de tykkeste og mest berømte egetræer i Dyrehaven.
Selv om veddet i midten af træets stamme er rådnet væk, lever træet videre, da transport af vand og næring foregår i vækstlaget lige under barken. Navnet skyldes, at den katolske skovfoged Johan Georg Weissler (1771-1854) brugte træet som bedekammer i begyndelsen af 1800-tallet.
Rummet i træet har også været brugt til opbevaring af tørv.